# 아질랄
아질랄(아랍어: أزلال, 베르베르어: ⴰⵣⵉⵍⴰⵍ)은 모로코의 중앙부 지역인 베니멜랄케니프라 지방에 속한 마을로, 해당 마을은 아틀라스산맥에 둘러쌓여 있다. 아질랄의 남부 지역에는 장파 방송을 원활하게 방송하기 위해 304.8m 높이의 송신탑이 들어서 있는 것으로 보인다.